# Parafia Najświętszej Maryi Panny Matki Kościoła w Komorowie
Parafia Najświętszej Maryi Panny Matki Kościoła w Komorowie – parafia rzymskokatolicka znajdująca się w diecezji sandomierskiej w dekanacie Raniżów. Erygowana w 1997 r.

## Historia
Parafia pw. Najświętszej Maryi Panny Matki Kościoła w Komorowie została erygowana 29 czerwca 1997 r. przez ówczesnego Biskupa Sandomierskiego Wacława Świerzawskiego. Parafia została w całości wydzielona ze wspólnoty parafialnej w Majdanie Królewskim. Kościół, który stał się świątynią parafialną, wybudowano wcześniej jako kaplicę dojazdową. Pierwszym proboszczem został ks. Andrzej Cag.

## Ks. zasłużeni dla parafii
- ks. kan. Andrzej Cag – pierwszy proboszcz parafii.
- ks. Prałat Władysław Włodarczyk – budowniczy świątyni w Komorowie.
- ks. kan. dr Jan Biedroń – Rektor Wyższego Seminarium Duchownego w Sandomierzu.
- ks. dr Jacek Uliasz – Wicerektor Wyższego Seminarium Duchownego w Gródku Podolskim na Ukrainie.
- ks. kan. Stanisław Bar – Proboszcz parafii pw. św. Barbary w Tarnobrzegu.

## Galeria

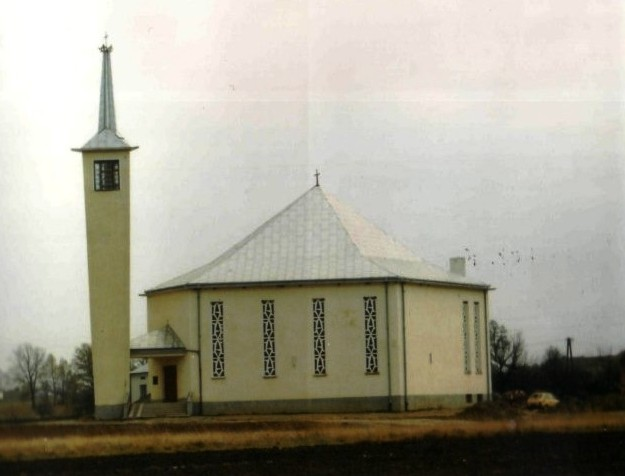
Kaplica pomocnicza parafii Majdan Królewski w Komorowie
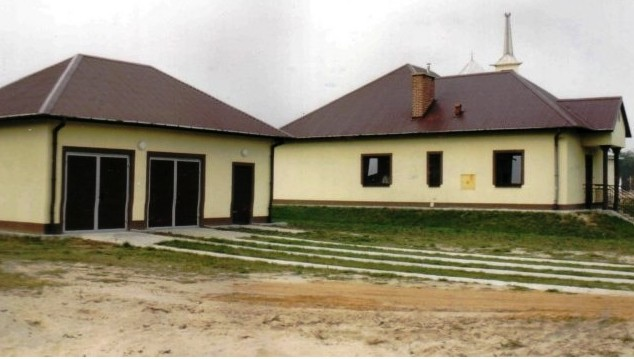
Budynki parafialne w Komorowie
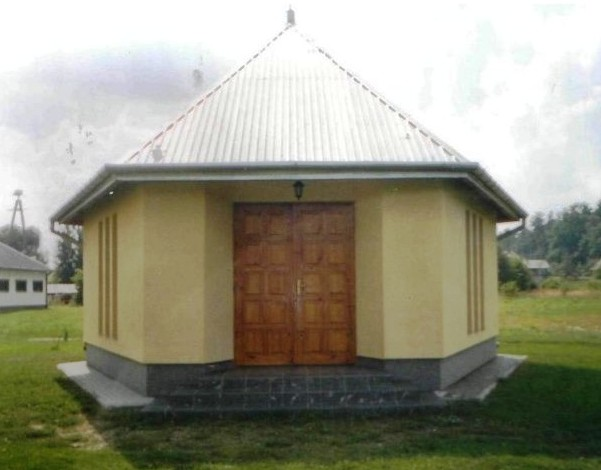
Kaplica przedpogrzebowa w Komorowie